# 勅撰集
勅撰集（ちょくせんしゅう）は、帝王（日本においては天皇や上皇）の命によって編纂された書物、もしくは帝王が記した書物のうち特に公式のものとして認められているものを指す。
勅撰集に対して帝王の命によらずに編纂されたものを私撰集（しせんしゅう）と呼ぶ。

## 日本の勅撰集
日本においては単に勅撰集と言った場合、和歌の歌集（和歌集）のうち勅撰によるもの、すなわち勅撰和歌集を指すことが多いが、和歌に限らず漢詩、連歌、俳諧などに対しても用いられる。
勅撰和歌集は延喜5年（905年）成立の『古今和歌集』に成立したのに始まり、その後永享11年（1439年）成立の『新続古今和歌集』まで21集が作られた。総称して「二十一代集」という。さらに准勅撰和歌集として『新葉和歌集』がある。
勅撰漢詩集としては『凌雲集』、『文華秀麗集』、『経国集』がある。また准勅撰の連歌集には『菟玖波集』、『新撰菟玖波集』がある。

## 中国の勅撰集
- 文館詞林
- 御覧詩